# 티서케치케구

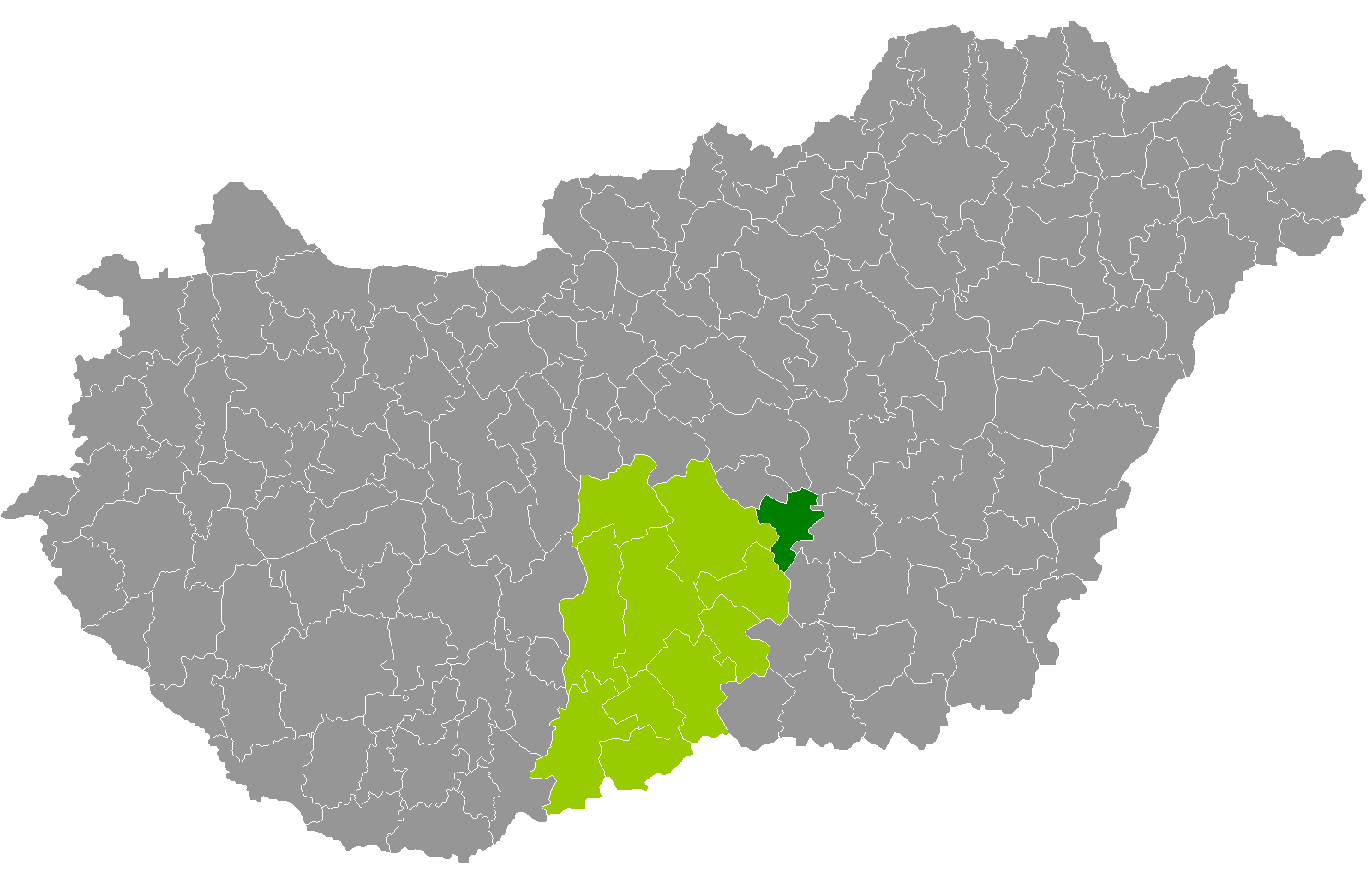
바치키슈쿤주 지도에 표시된 티서케치케구의 위치

티서케치케구(헝가리어: Tiszakécskei járás)는 헝가리 바치키슈쿤주에 위치한 구로 구청 소재지는 티서케치케이며 면적은 405.99km2, 인구는 23,582명(2011년 기준), 인구 밀도는 58명/km2이다.
북쪽으로는 퍼슈트주 너지쾨뢰시구, 체글레드구, 야스너지쿤솔노크주 솔노크구, 동쪽으로는 야스너지쿤솔노크주 쿤센트마르톤구, 남동쪽으로는 촌그라드처나드주 촌그라드구, 남서쪽으로는 키슈쿤펠레지하저구, 서쪽으로는 케치케메트구와 접한다. 5개 지방 자치체(1개 시, 4개 마을)를 관할한다.

구 문장